# Paul Francis Anderson
Paul Francis Anderson (* 20. April 1917 in Roslindale, Massachusetts, USA; † 4. Januar 1987) war ein US-amerikanischer Geistlicher und römisch-katholischer Bischof von Duluth.

## Leben
Paul Francis Anderson empfing am 6. Januar 1943 das Sakrament der Priesterweihe durch den Bostoner Weihbischof Richard James Cushing.
Am 19. Juli 1968 ernannte ihn Papst Paul VI. zum Titularbischof von Polinianum und zum Koadjutorbischof von Duluth. Der Bischof von Sioux Falls, Lambert Anthony Hoch, spendete ihm am 7. Oktober desselben Jahres die Bischofsweihe; Mitkonsekratoren waren der Bischof von Duluth, Francis Joseph Schenk, und Weihbischof Thomas Joseph Riley aus Boston.
Mit dem gesundheitsbedingten Rücktritt Francis Joseph Schenks am 30. April 1969 trat er dessen Nachfolge als Bischof von Duluth an.
Papst Johannes Paul II. nahm am 17. August 1982 seinen Verzicht auf das Bistum Duluth an und ernannte ihn zum Weihbischof im Bistum Sioux Falls.